# Тернопільська загальноосвітня школа № 18
Тернопільська загальноосвітня школа І-ІІІ ступенів № 18 — середній освітній комунальний навчальний заклад Тернопільської міської ради в м. Тернополі Тернопільської області.

## Історія
Школа заснована в 1955 році (за даними сайту Управління освіти і науки Тернопільської міської ради), за даними сайту школи — у вересні 1978 року.
У 1999 році школі надано статус спеціалізованої школи з поглибленим вивченням іноземних мов, у 2011 — статус спеціалізованої зняли (за таке рішення проголосували 36 із 52 депутатів міської ради на сесії 20 червня 2011) і школа стала загальноосвітньою.

## Сучасність

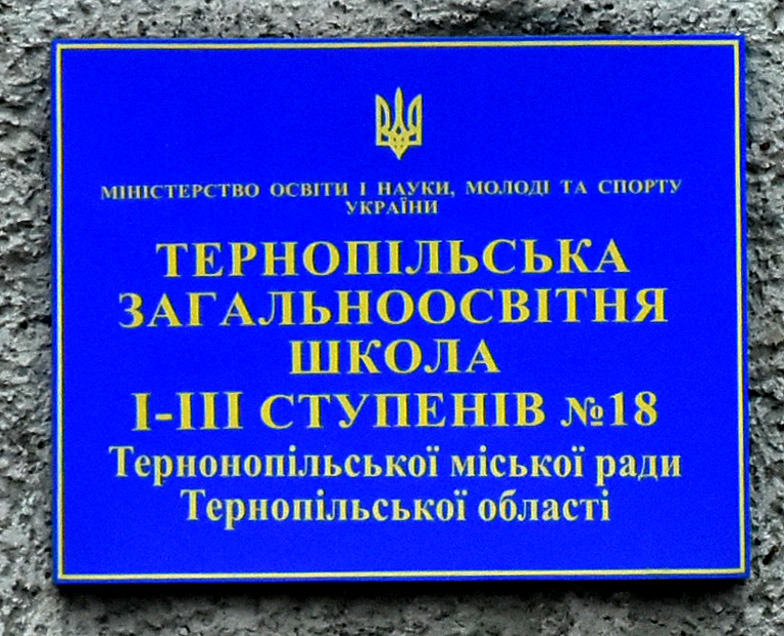
Табличка

У 20 класах школи навчається 793 учні.
У школі діє іноземно-філологічний профіль навчання, викладають англійську та французьку мови.
19 лютого 2016 року відкрито Музей Революції гідності та свободи.

## Педагогічний колектив

### Директори
- Василь Григорович Гоцуляк,
- Михайло Древняк[3],
- Руслан Петрович Заброцький — від 2011.

### Вчителі
Нині в школі працює 47 учителів, з яких: «спеціаліст вищої категорії» — 31, «спеціаліст першої категорії» — 7, «спеціаліст другої категорії» — 6, «спеціаліст» — 3.
Мають звання: «вчитель–методист» — 6, «старший вчитель» — 13.
Завучі: Галина Богданівна Татарин,Ольга Йосипівна Гардецька. Педагог-організатор: .

## Відомі випускники
- Ігор Пелих (1974—2009) — український телеведучий, тележурналіст, шоумен, продюсер.